# الثائرون
الثائرون فلم جزائري من إخراج أصدر سنة 1969 أنتجه الديوان الوطني للتجارة والصناعة السينماتوغرافية من إخراج توفيق فارس بطولة سيد أحمد أقومي.
وهو أول فيلم روائي طويل لتوفيق فارس.

## القصة
سليمان هو رجل جزائري في الجيش الفرنسي أثناء احتلال فرنسا للجزائر، وقد علم أن والده على فراش الموت وأمنيته الأخيرة هي رؤيته قبل أن يموت، الجيش الفرنسي يرفض السماح لسليمان برؤية والده المحتضر مما جعله يقرر للهروب بعيدًا، يلتقي لاحقًا بشخصين في السجن ليقررا الهرب فيما بعد

## تفاصيل الفيلم
الموضوع: المجتمع الاستعماري
إخراج: فارس توفيق
بلد الإنتاج: الجزائر
النوع: فيلم روائي طويل
تصنيف : خيال
سيناريو: توفيق فارس
صورة :رشيد مرابطين
مونتاج:هيلين أرنال
اغاني: جورج مستكي